# Vodranci
Vodranci – wieś w Słowenii, w gminie Ormož. 1 stycznia 2018 liczyła 133 mieszkańców.